# Corvaro
Corvaro è la frazione più popolosa del comune di Borgorose (RI), nel Lazio.

## Geografia fisica

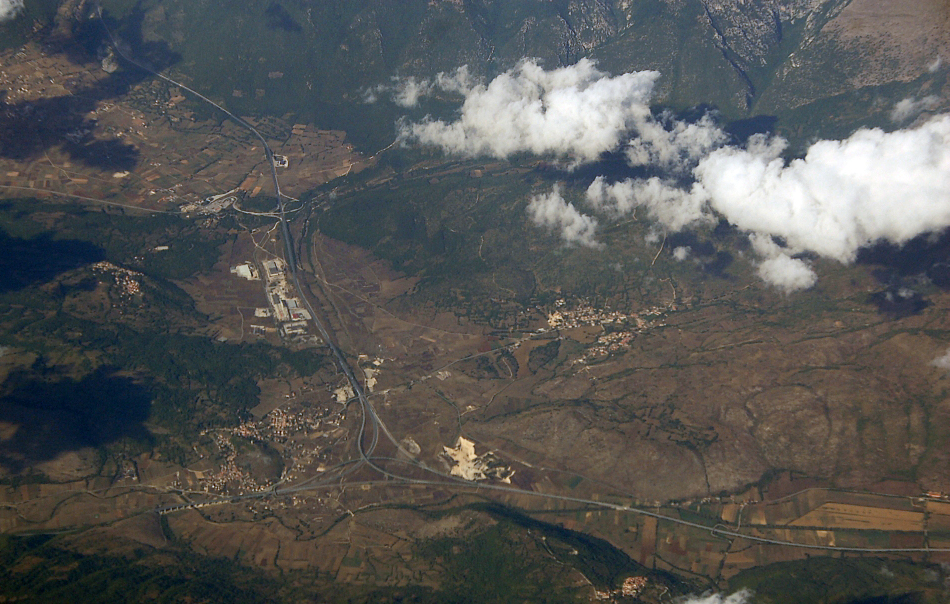
Foto aerea scattata tra Torano e Corvaro

### Territorio
Il paese sorge nell'alto Cicolano a 842 m s.l.m. alle falde del gruppo montuoso delle Montagne della Duchessa, nell'area protetta dell'omonima riserva naturale. A nord il territorio corvarese segna il confine del Lazio con l'Abruzzo (Tornimparte) a mezzo del gruppo montuoso Monte San Rocco-Monte Cava e i Monti del Cicolano. A sud confina con i territori di Spedino e Torano, ad ovest con il borgo medievale di Santo Stefano di Corvaro e con Borgorose. Ad est, sudest sono collocati il lago della Duchessa, il borgo francescano di San Francesco Vecchio e il borgo di Cartore.
Dista circa 3 chilometri dal capoluogo comunale.

## Storia

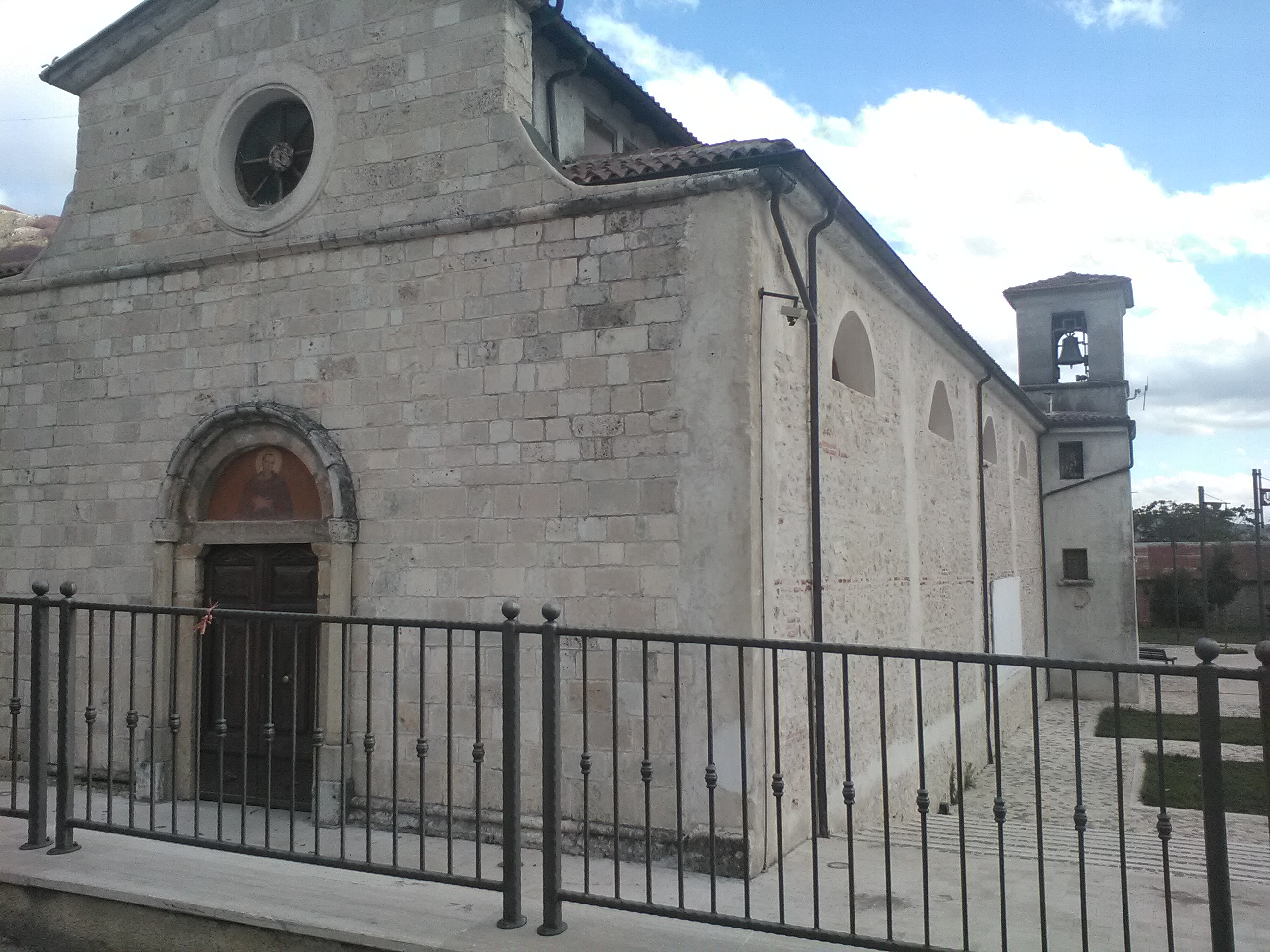
Chiesa di San Francesco

Il territorio di Corvaro venne abitato già in epoca protostorica, posizionato in una zona di confine tra Equi e Vestini.
Un antico insediamento era ubicato sul monte Frontino, prospiciente il paese di Corvaro, dove è presente un oppidum fortificato con i resti di una doppia cinta muraria in opera poligonale, disposta su terrazzamenti e conservata per una lunghezza in circonferenza di circa 1 km. Questo insediamento è stato identificato con l'antica città di Lista, città madre degli aborigeni, che sorgeva ad appena 4,2 chilometri da Thora (Sant'Anatolia) e conquistata di sorpresa da una spedizione bellica notturna dei sabini provenienti da Amiternum. Alcuni di questi blocchi poligonali sono stati riutilizzati successivamente nella rocca medievale di Corvaro.
Il borgo vero e proprio si è sviluppato nel corso dell'XI secolo durante il periodo dell'incastellamento intorno al castello medievale, edificato in posizione dominante sul nucleo urbano e sulle valli sottostanti. La sua posizione strategica ha favorito le attività militari difensive messe in atto a seguito delle numerose scorribande che i Saraceni effettuarono nell'Italia meridionale e anche in tutta la Sabina dall'anno 846.
Il castello di Corvaro risultò incluso nei possedimenti dei conti dei Marsi, insieme a quelli limitrofi di Santa Anatolia, Cartore, Poggiovalle, Torano e Spedino. Successivamente Corvaro fu inclusa nei territori controllati dagli Svevi e dal 1234 fece parte del vasto giustizierato d'Abruzzo. Nel corso del XIII secolo con ogni probabilità nacque a Corvaro l'antipapa Niccolò V.
Nel XIV secolo il castello fu incluso tra quelli marsicani controllati dalla contea di Albe. In seguito il territorio fu al centro delle lotte tra i Camponeschi e i Pretatti, con questi ultimi condannati ad abbandonare ogni velleità di potere. Nel XV secolo il re di Napoli Ladislao I istituì il contado di Corvaro che controllò i castelli di Collefegato, Poggiovalle, Castelmenardo insieme ad alcuni beni di Castiglione, presso la contemporanea frazione di Collemaggiore, del monte Odorisio e della valle Maleto. Gli Orsini e i Colonna si alternarono nel controllo del territorio fino all'eversione feudale del 1806, anno in cui venne istituito il distretto di Cittaducale.
In epoca contemporanea il borgo vecchio venne devastato dal terremoto della Marsica del 1915 seguendo le sorti del territorio del Salto-Cicolano. Buona parte degli abitanti ricostruirono più a valle l'area nuova di Corvaro.

## Monumenti e luoghi d'interesse

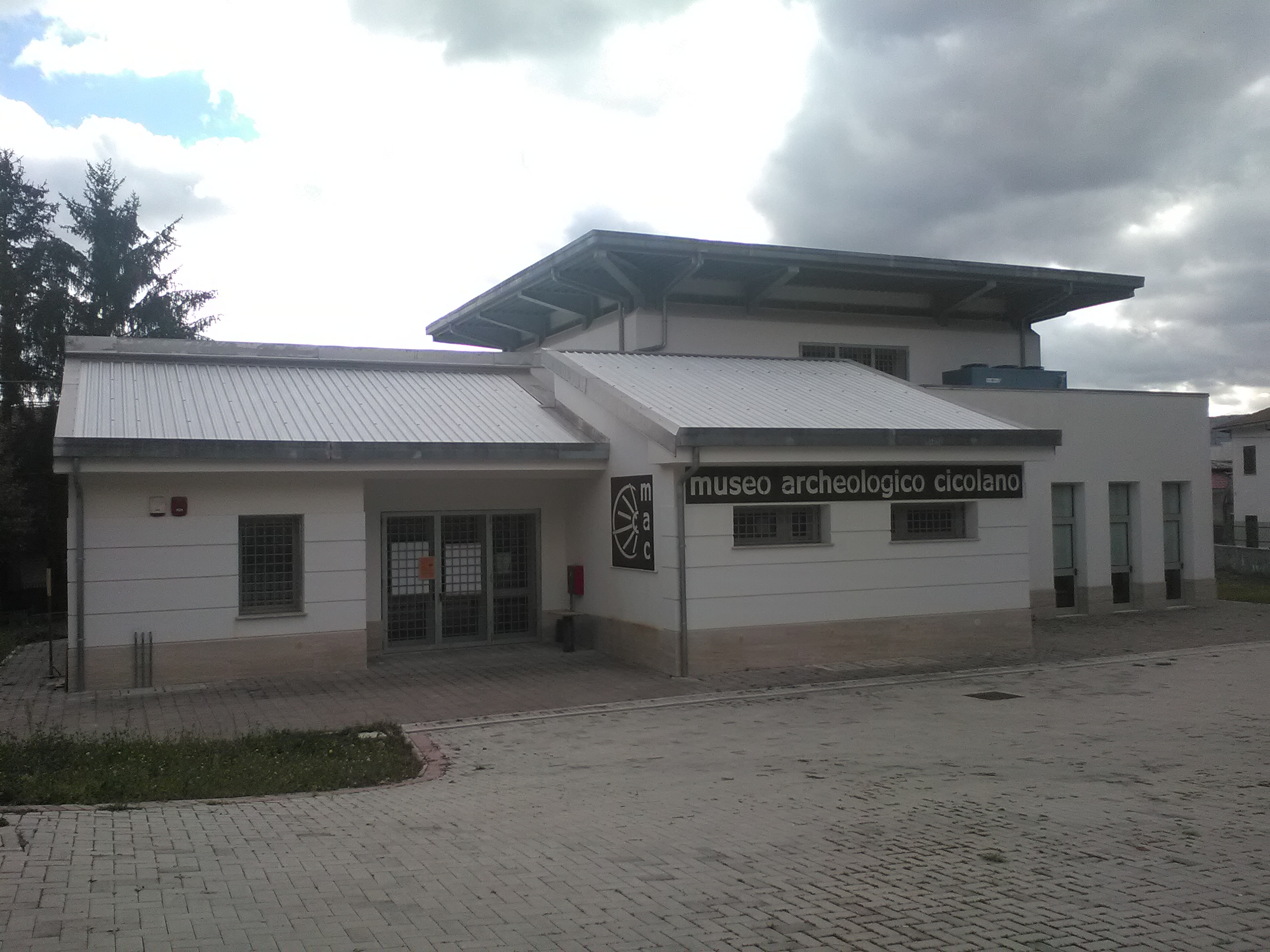
Museo Archeologico Cicolano

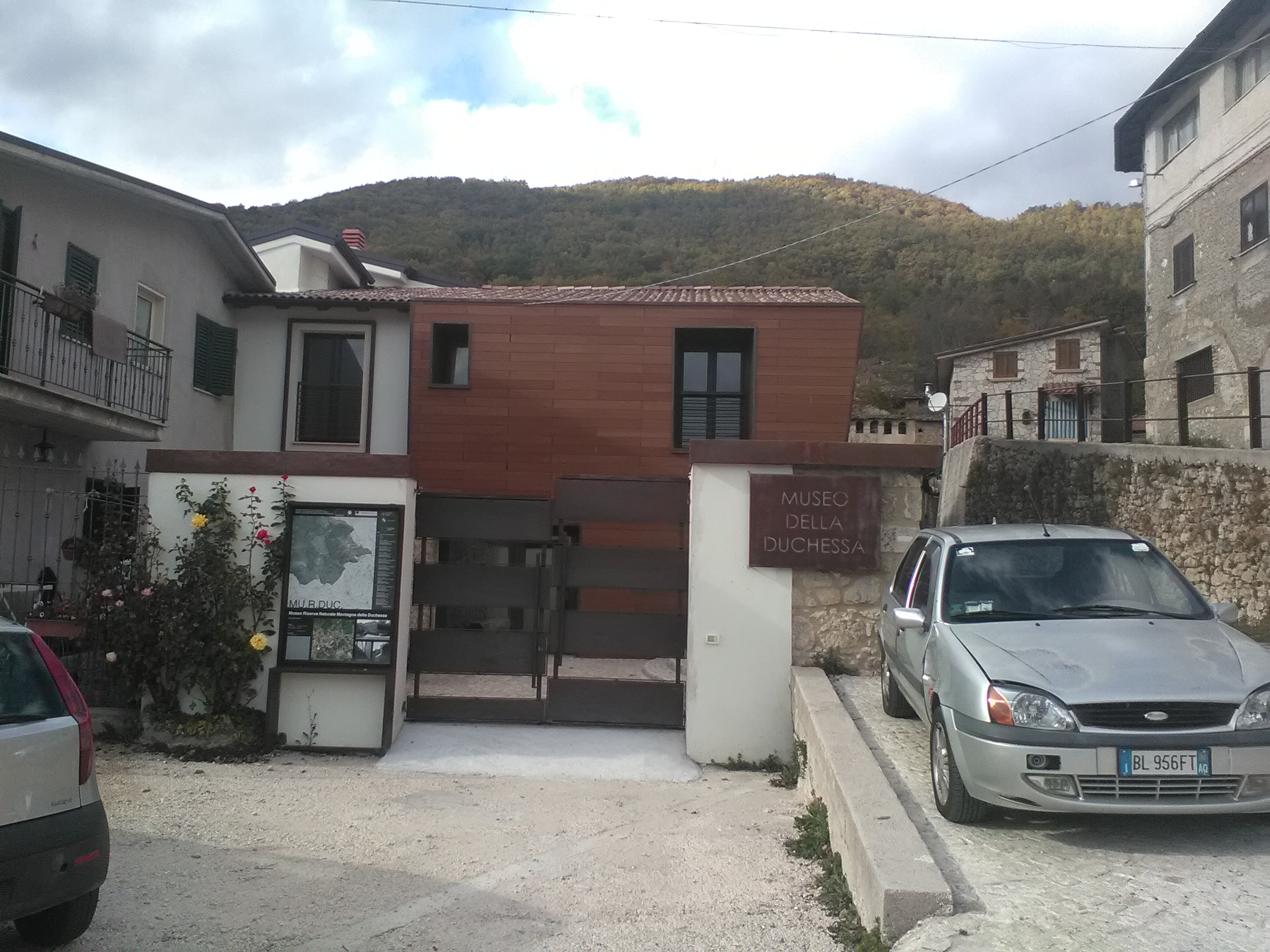
Museo della Duchessa

### Architetture religiose
- Chiesa della Madonna delle Grazie.
- Chiesa di San Francesco Vecchio, risalente al 1255 è situata nell'omonimo borgo francescano[2].
- Chiesa di San Francesco Nuovo, edificio moderno situato nella parte nuova di Corvaro[2].
- Resti della chiesa di Santa Maria, risalente all'XI, venne elevata ad abbazia nel corso del XVI secolo. Distrutta dal terremoto della Marsica del 1915 rimane in piedi la torre campanaria[2][7].
- Resti della chiesa di Santa Caterina, situata all'interno della fortezza di Corvaro[9].

### Architetture militari
- Ruderi del castello medievale risalente all'XI secolo[7][9].
- Ruderi del castello di Maleto, dominano dal monte Frontino a circa 1 100 m s.l.m. la limitrofa valle di Malito e il borgo medievale di Santo Stefano del Corvaro, edificato successivamente[10].

### Siti archeologici
Il tumulo di CorvaroNella piana di Corvaro è stato riportato alla luce il famoso tumulo, il quale, anche se parzialmente danneggiato dai lavori agricoli, si innalzava in origine per un’altezza di circa 4 metri. Si tratta di un tumulo collettivo dal diametro di circa 50 metri, che ha restituito ben 368 tombe . Le tombe sono attribuibili a tre fasi cronologiche diverse: I fase - Il tumulo più antico misurava appena 11 metri di diametro e risale all’età del Ferro (IX-VIII secolo a.C.). Le poche tombe a fossa di questo periodo sono attribuibili alla sepoltura di un personaggio di elevato status sociale. II fase - In seguito il nucleo originario venne inglobato in un tumulo più grande, dal diametro di circa 50 metri e risalente ad epoca arcaica (VII-V secolo a.C.). La particolarità di questo tumulo è rappresentata da una forma “a stella”, con sezioni triangolari. Nel tumulo vennero ricavate molte tombe a fossa, disposte in senso rotatorio ma con orientamento diverso. Le tombe arcaiche sono caratterizzate da una netta prevalenza di individui di sesso maschile armati (circa l’80 %), di età adulta compresa tra i 30-40 anni fino ad età senile, pertinenti ad uno status sociale guerriero. Il corredo funebre ha restituito molte armi da offesa, tra cui punte di lancia e punte di giavellotto in ferro, spade in ferro, pugnali ecc... Questi reperti si datano complessivamente al VII-V secolo a.C. e sono conservati oggi nel Museo Archeologico Cicolano di Corvaro. III fase - Nell'ultima fase del tumulo, in età repubblicana (IV-III secolo a.C.), contrariamente al periodo precedente risultano superiori in percentuale le sepolture femminili. I corredi si distinguono per la presenza di ornamenti personali, tra cui specchi in bronzo, contenitori per profumi e collane, mentre nelle tombe maschili spariscono le armi e compaiono gli strigili in ferro ed anelli in argento, tutti oggetti databili complessivamente al IV-II secolo a.C. In località Sant'Erasmo è venuta alla luce un'area sacra di età repubblicana, con i resti del podio in opera poligonale di un piccolo tempio. Nel 1956, a seguito di lavori agricoli, venne rinvenuto un deposito votivo del III-II secolo a.C., con un elevato numero di ex-voto anatomici, tra cui soprattutto maschere votive, che testimoniano una grazia ricevuta oppure servivano per implorare alla divinità un beneficio .
Necropoli sparse, quindi, si trovano tra la piana di Corvaro e il borgo abbandonato di Cartore appartenute al popolo italico degli equicoli: Le circa 300 tombe, emerse a seguito delle operazioni di scavo effettuate a cominciare dal 1984, sono incluse in un arco temporale che va dal IX al I secolo a.C.

### Aree naturali
- Montagne della Duchessa
- Riserva regionale Montagne della Duchessa
- Lago della Duchessa
- Valle di Malito e piana del Cammarone, area ricca di castagneti e faggete attraversata dal torrente Apa[13][14].

## Cultura

### Musei
Nel 2016 è stato inaugurato il MAC, Museo Archeologico Cicolano. L'area museale si compone di dieci sale in cui sono esposti i reperti emersi durante gli scavi effettuati nelle aree archeologiche del territorio della valle del Salto, della val de' Varri e del Cicolano.
Nel 2018 è stato allestito il museo della Duchessa, un polo culturale dedicato alla riserva regionale Montagne della Duchessa e alla valorizzazione del contesto ambientale e antropico del territorio.

## Società

### Tradizioni e folclore
Le feste in onore di san Francesco e san Rocco si svolgono nella domenica in Albis. Nel primo fine settimana di luglio si celebrano sant'Antonio e la Madonna di Malito. A novembre si tengono le celebrazioni religiose in onore di santa Caterina.

## Infrastrutture e trasporti

### Strade
Il territorio è servito dallo svincolo autostradale Valle del Salto situato lungo la A24, Roma-L'Aquila-Teramo il cui svincolo direzionale si trova a Torano all'inizio della A25 verso Avezzano e Pescara.
La strada statale 578 Salto Cicolana collega la Marsica alla città di Rieti attraversando la valle del Salto e l'area del Cicolano.